# Mōri Okimoto
Mōri Okimoto est un nom japonais traditionnel ; le nom de famille (ou le nom d'école), Mōri, précède donc le prénom (ou le nom d'artiste).
Mōri Okimoto (毛利興元, 1492-21 septembre 1516) est un daimyo de l'époque Sengoku de l'histoire du Japon, à la tête du clan Mōri.

## Famille
- Père : Mōri Hiromoto (d.1506)
- Frère : Mōri Motonari (1497-1571)

## Source de la traduction
- (en) Cet article est partiellement ou en totalité issu de l’article de Wikipédia en anglais intitulé « Mōri Okimoto » (voir la liste des auteurs).